# アウトモビリ・トゥーリズモ・エ・スポルト
アウトモビリ・トゥーリズモ・エ・スポルト (Automobili Turismo e Sport, ATS) は、イタリアのスポーツカーメーカー、レーシングカーコンストラクター、レーシングチーム。フェラーリの有名な社内紛争「宮廷の反乱」で退社したメンバーによって創設され、1963年から1965年まで活動した。

## 歴史
1961年末、フェラーリ社長のエンツォ・フェラーリと営業部長ジローラモ・ガルディーニが衝突（理由はエンツォの妻ラウラの干渉に異を唱えたため、とされる）。ガルディーニと彼を支持したレースチーム代表ロモロ・タヴォーニ、チーフデザイナーのカルロ・キティ、エンジニアのジオット・ビッザリーニら幹部クラスの計8名が一斉に退社するという「お家騒動」が起きた（うち2名はのちに復帰）。フェラーリのカスタマーチームとして活動していたスクーデリア・セレニッシマのオーナー、ジョヴァンニ・ヴォルピ伯爵が退社メンバーを支援し、実業家のハイメ・オルティス-パティーノやジョルジョ・ビッリが出資して、1962年2月11日にATSを設立した。ロードゴーイングカーおよびフォーミュラ1マシンを生産し、レース場およびストリートでのフェラーリの直接のライバルを目指した。
1963年3月に先進的なミッドシップロードカー2500GTを発表し、元チャンピオンのフィル・ヒルを擁して同年のF1世界選手権にTipo 100（ティーポ100）で参戦した。しかし、オーナー間の対立やレース活動の成績不振、イタリア国内の景気減速によって経営は傾き、プロジェクトは未完成に終わった。
ビッザリーニはATSを去った後、イソ・グリフォやランボルギーニV12エンジンを手がけ、のちに自身のブランドビッザリーニ (Bizzarrini) を立ち上げた。一方のキティは元フェラーリのエンジニア、ロドヴィコ・チッツォーラと共にアウトデルタを設立、アルファロメオと緊密な関係を持って活動した。

## 車種

### ATS 2500GT
ATS・2500GTは1963年春のジュネーヴ・モーターショーで発表された小型グランツーリスモで、"GTS"というコンペティションモデルもあった。わずか12台が製造され、うち6台が現存する。
クーペボディのスタイリングはフランコ・スカリオーネ、シャシ設計と開発はキティとビッザリーニ、コーチワークはカロッツェリア・アレマーノがそれぞれ担当した。史上初の公道用ミッドシップカーの座こそルネ・ボネのジェット（1962年）に譲ったものの、キティが設計した245 hp (180 kW) を発揮する2.5 L SOHC V8エンジンを搭載し、時速257 km（160 mph）まで加速できる性能を誇った。そのフラットプレーンクランクシャフトを持つ90度V8エンジンは後にDOHC化され、アルファロメオ・ティーポ33に搭載された。

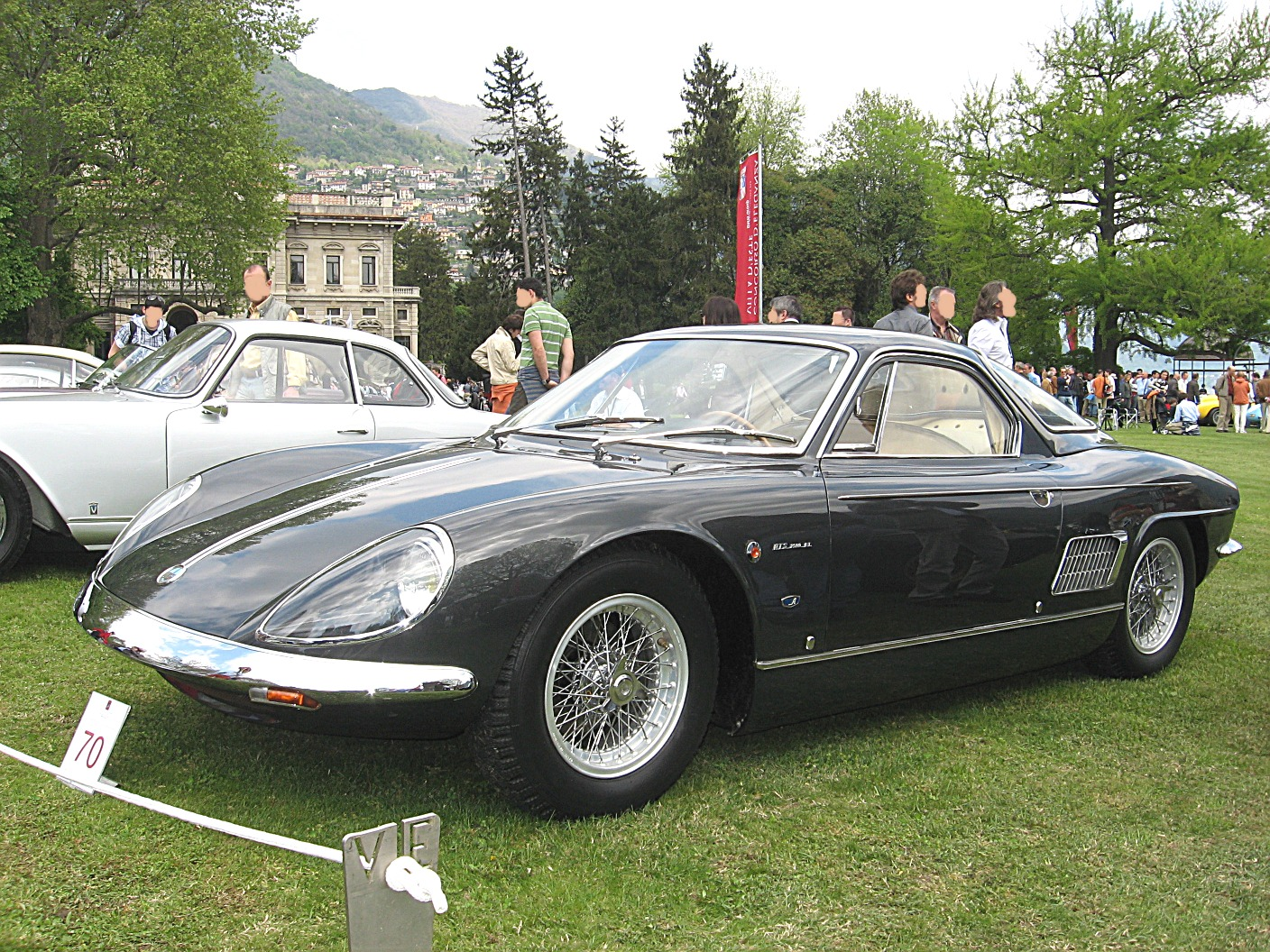
2500GT（フロント）
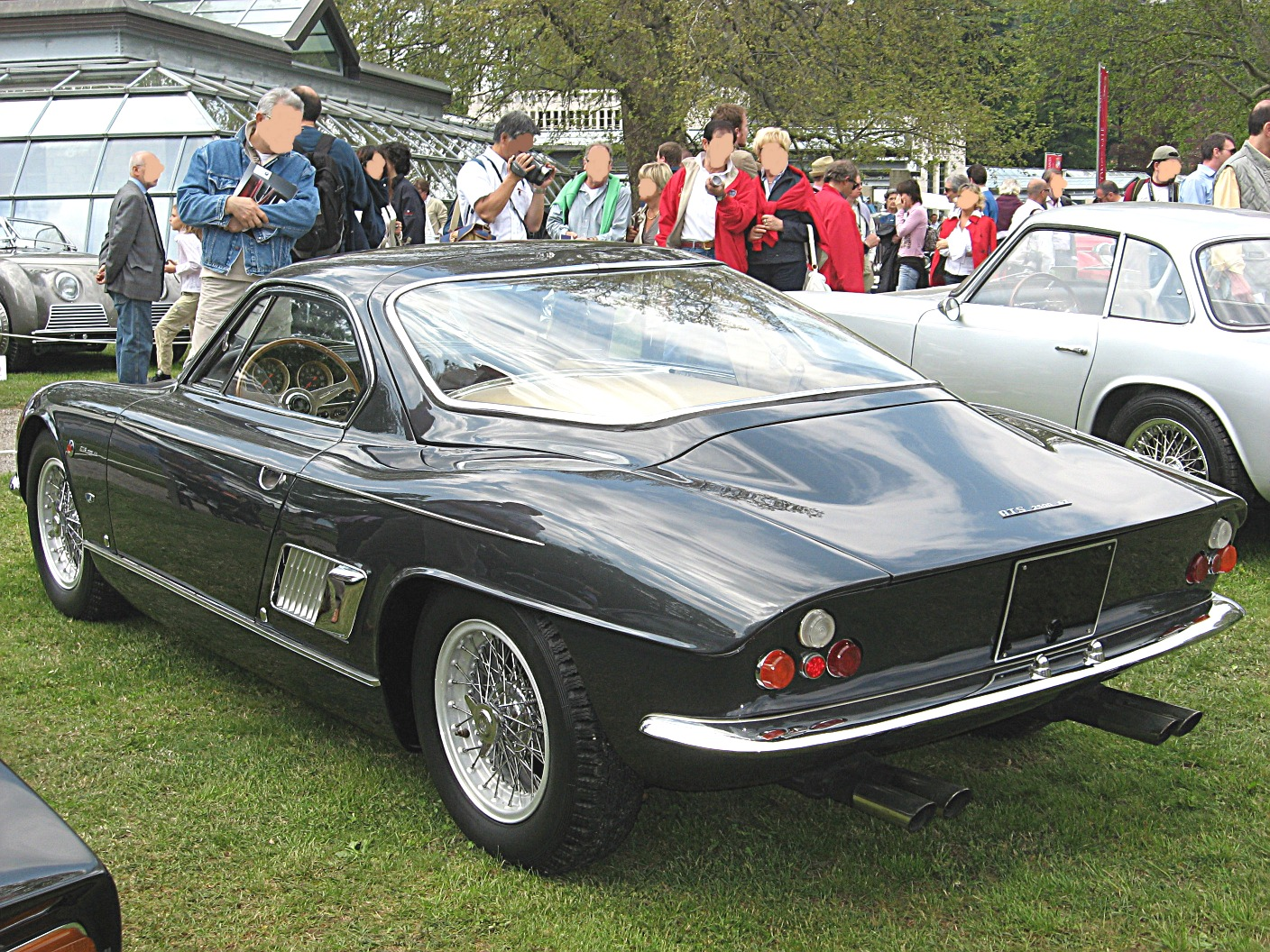
2500GT（リア）
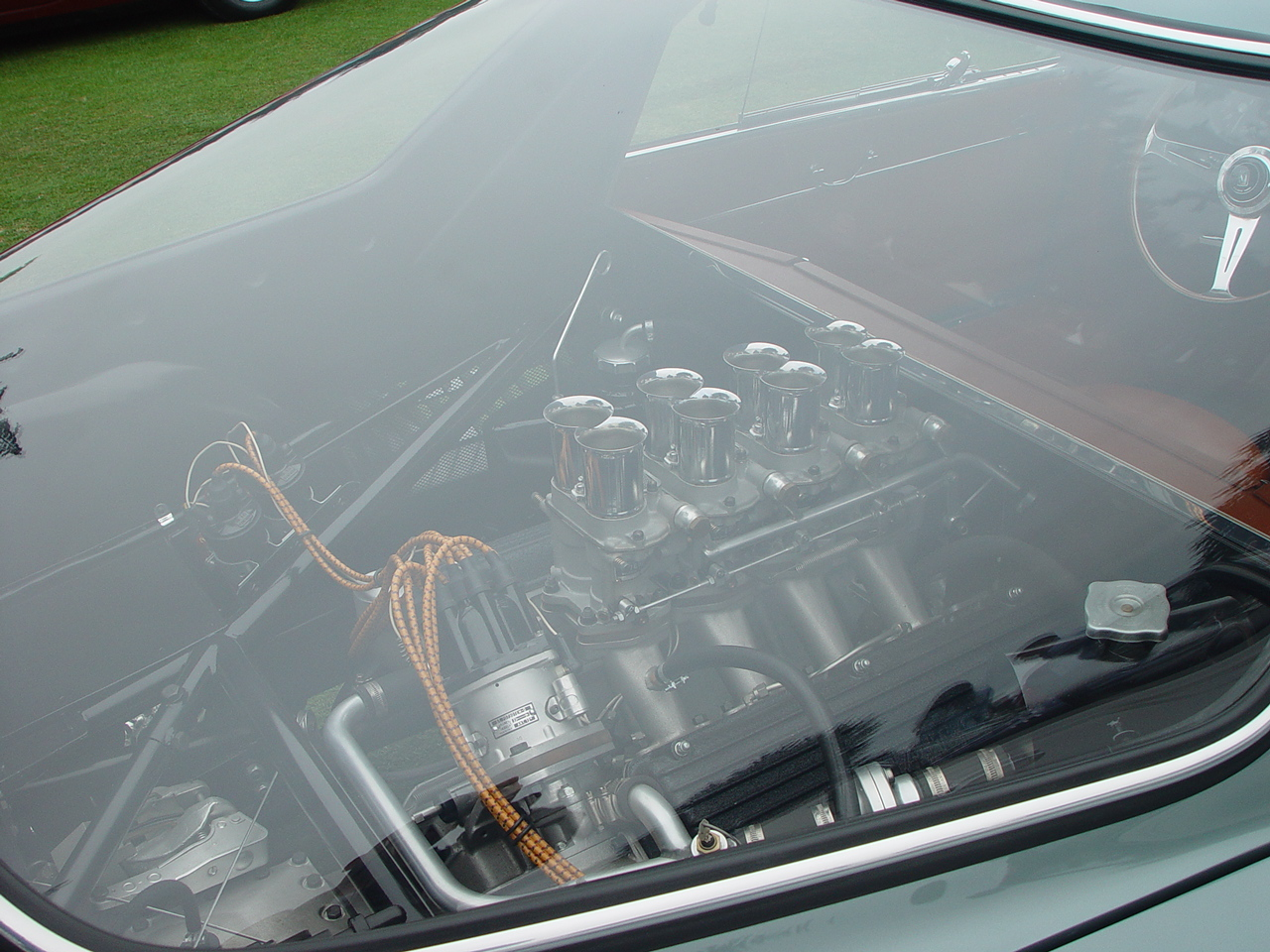
V8エンジン
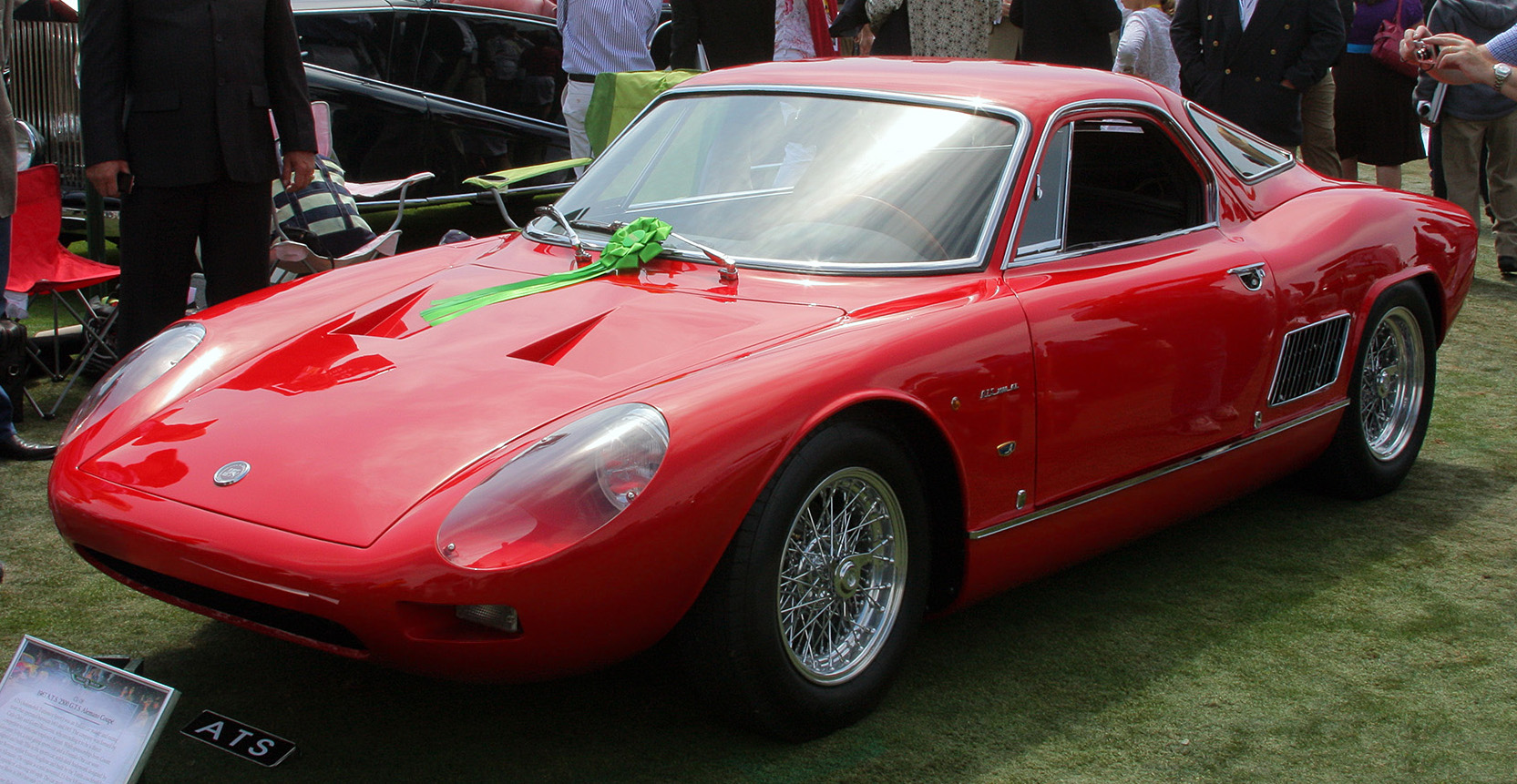
2500GTS

### ATS Tipo100
ATSのF1マシンはティーポ 100と名付けられ、1.5 L V8エンジンが搭載されたが、実際には時代遅れのフェラーリ・156のコピーであった。ドライバーのフィル・ヒルとジャンカルロ・バゲッティもフェラーリの政治的混乱から逃げ出しATSとサインしたが、悲惨なシーズンを送り、キティはレーシングチームの運営を諦めざるを得なかった。
1964年、ロブ・ウォーカー・レーシングチームの元メカニックであったアルフ・フランシスがATS・ティーポ100を引き取って改造を施し、デリントン・フランシスの名でイタリアGPに出場した。
ヴォルピ伯爵は後のセレニッシマにATSによく似た技術を導入した。1966年にマクラーレンチームがF1に初参戦した際、いくつかのグランプリでセレニッシマエンジンを使用した。

## ブランド復活

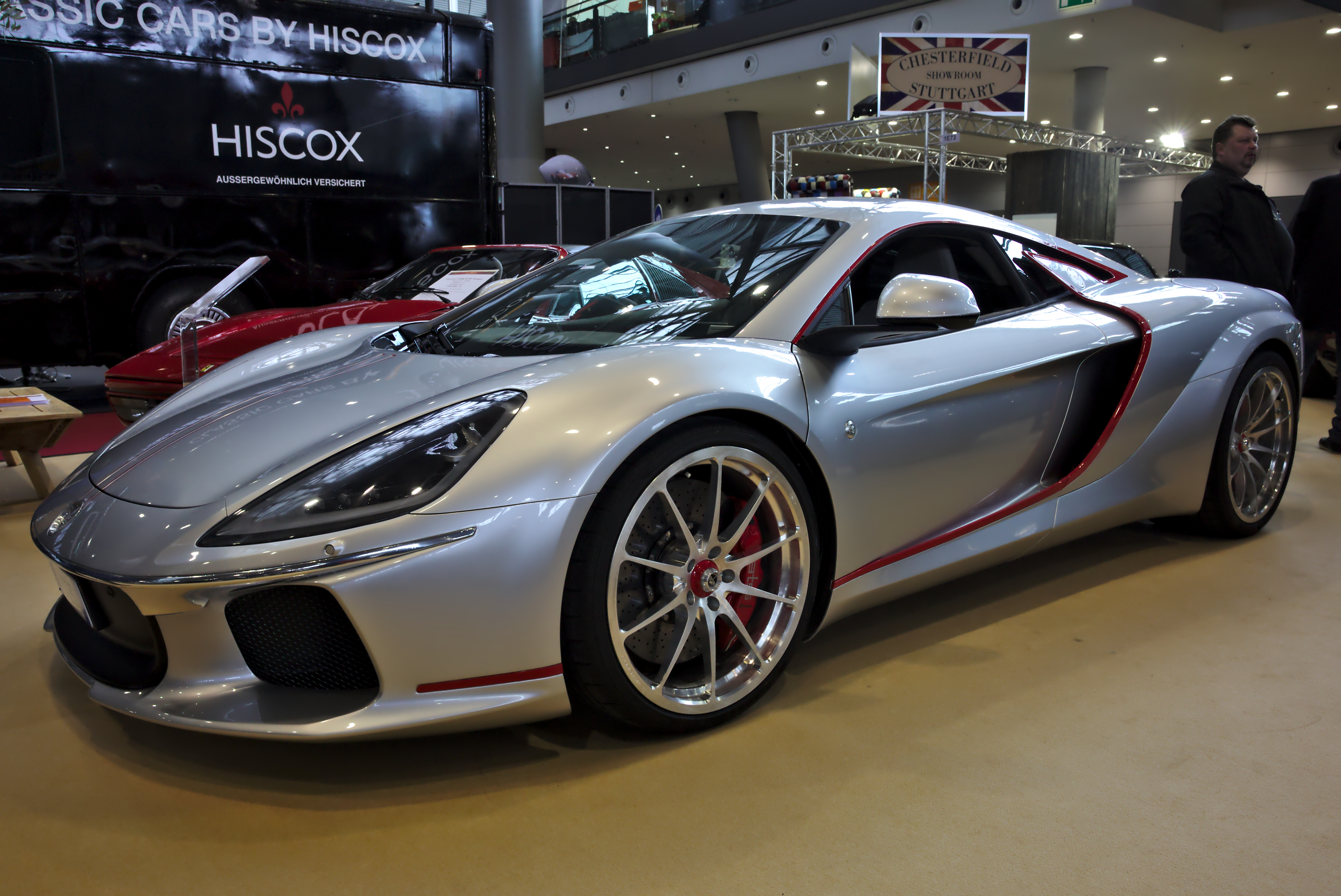
ATS・GT

設立から50年後の2012年、新たな投資家によるATS復活計画がスタートし、オリジナルの名を継いだロードカー「ATS・2500GT」や、サーキット専用の「ATS・スポーツ」、2シーターのレトロスタイルスパイダー「ATS・レジェッラ」の開発を発表した。
2017年、ATS Automobiliは3.8L V8ツインターボを搭載するスーパーカー「ATS・GT」を発表し、2018年にローンチエディション（約9,500万円）を限定12台で発売した。マクラーレンのMP4-12Cや650Sをベースにして開発されたとみられる。
2019年にはモータースポーツ部門ATS Corsaを設立し、ホンダ製2.0L 直4ターボを搭載するGTレース専用「ATS・RRターボ」を発表した（2020年以降デリバリー予定）。

## F1での成績
（凡例）
| 年     | シャシー          | エンジン | タイヤ | ドライバー               | 1   | 2   | 3   | 4   | 5   | 6   | 7   | 8   | 9   | 10  | ポイント | 順位 |
| ------ | ----------------- | -------- | ------ | ------------------------ | --- | --- | --- | --- | --- | --- | --- | --- | --- | --- | -------- | ---- |
| 1963年 | ATS・ティーポ 100 | ATS V8   | D      |                          | MON | BEL | NED | FRA | GBR | GER | ITA | USA | MEX | RSA | 0        | 18位 |
| 1963年 | ATS・ティーポ 100 | ATS V8   | D      | フィル・ヒル             |     | Ret | Ret |     |     |     | 11  | Ret | Ret |     | 0        | 18位 |
| 1963年 | ATS・ティーポ 100 | ATS V8   | D      | ジャンカルロ・バゲッティ |     | Ret | Ret |     |     |     | 15  | Ret | Ret |     | 0        | 18位 |
| 典拠： |                   |          |        |                          |     |     |     |     |     |     |     |     |     |     |          |      |

## 参照
1. ↑  “完璧にレストアされた最高にエキゾチックな1台│強烈で肉体的なドライビング体験”.   Octane Japan (2019年4月29日). 2019年12月16日閲覧。
2. 1 2  Phil Hill 「ATS2500GT 消えた夢」『SUPER CAR GRAPHIC No.17 SPRING 1993』、二玄社、1993年、115-116頁。
3. ↑  2013 ATS 2500 GT SUPERCARS.NET（2016年4月20日）
4. ↑  ATSのスポーツカーが公開 AUTOCAR JAPAN（2014年6月10日）
5. ↑  Ingram, Antony (2013年11月6日). “ATS 300 Leggera Sports Car Revealed”. Motor Authority. 2016年1月3日閲覧。
6. ↑  ATS introduces Launch Edition of its rare GT supercar autoblog（2018年10月16日）
7. ↑  “欧州GTシリーズに向けて、ATSがリーズナブルなサーキット専用モデルを投入”. GENROQ Web. (2019年9月22日) 2019年12月17日閲覧。
8. ↑  Small, Steve (1994). The Guinness Complete Grand Prix Who's Who. Guinness. pp. 40-41 and 188. ISBN 0851127029

## 典拠
- Stiel, Simon (2006年). “Rebels Without Speed: The ATS Fiasco”. F1 Rejects. 2013年3月22日時点のオリジナルよりアーカイブ。 Template:Cite webの呼び出しエラー：引数 accessdate は必須です。